# Nathanael West
Nathanael West (17 de octubre de 1903 - 22 de diciembre de 1940) es el seudónimo del novelista, dramaturgo y escritor satírico Nathan Wallenstein Weinstein, al que se suele encuadrar dentro de la Generación perdida. 

## Juventud
Nathanael West nació en Nueva York, como el primer hijo de una pareja de judíos germanoparlantes de origen lituano, que poseían un hogar de clase media alta en un barrio judío del Upper West Side. Durante su infancia, West demostró pocas aptitudes académicas, ya que abandonó el instituto y sólo pudo entrar a la Universidad Tufts falsificando sus calificaciones. Tras ser expulsado de esta universidad, West entró en la Universidad de Brown gracias a que se apropió de los registros académicos de otro alumno de Turft que también se llamaba Nathan Weinstein. Aunque West estudió bastante poco en Brown, sí comenzó a leer de forma intensiva. Decidió ignorar la corriente realista de la mayor parte de sus compatriotas y contemporáneos, y se inclinó hacia el surrealismo de origen francés y hacia los poetas Británicos e irlandeses de la década de 1890, en especial Oscar Wilde. West estaba interesado en crear un estilo literario inusual para un contenido igualmente inusual. Así se vio atraído por el cristianismo y el misticismo en sus expresiones literarias y artísticas. Dado que los alumnos judíos no podían formar parte de ninguna hermandad, su mejor amigo fue su futuro cuñado, Sidney Joseph Perelman, que más tarde se convertiría en uno de los escritores cómicos más eruditos de Estados Unidos.
West obtuvo su diploma a duras penas. Luego viajó a París por tres meses, y fue entonces cuando decidió cambiar su nombre por el de Nathanael West. Su familia, que le había apoyado económicamente hasta entonces, se vio en dificultades a finales de los años 20, por lo que Nathanael se vio obligado a volver esporádicamente a casa de sus padres y trabajar en la construcción para su padre, hasta que encontró un trabajo como director nocturno del Kenmore Hotel, en la calle 23 Este de Manhattan. Una de sus experiencias en ese trabajo nocturno inspiró el incidente entre Romola Martin y Homer Simpson que aparecería en El día de la langosta.

## Carrera como escritor
Aunque West había estado trabajando en sus escritos desde el periodo universitario, fue en su trabajo nocturno donde encontró el tiempo necesario para terminar sus primeras obras. En 1931 publicó The Dream Life of Balso Snell (La vida soñada de Balso Snell) y en 1933 una de sus novelas más conocidas, Miss Lonelyhearts. Por esta época, Nathanael West mantenía ya una estrecha relación con otros escritores de Nueva York, como William Carlos Williams o Dashiell Hammett.
In 1933, West compró una casa en el este de Pensilvania pero pronto obtuvo un trabajo como guionista para Columbia Pictures, por lo que se mudó a Hollywood. Allí publicó su tercera novela, A Cool Million (Nada menos que un millón), en 1934. Ninguna de estas tres primeras novelas logró grandes ventas, por lo que West pasó dificultades económicas a mediados de los años 30, y colaboró ocasionalmente en obras de teatro. Su trabajo en Hollywood se refería principalmente a películas de serie B, como la película de 1939 Five Came Back. Durante esta época West escribió The Day of the Locust (El día de la langosta), publicada en 1939 y que retrata muchas de las experiencias del propio autor durante su estancia en un hotel de Hollywood Boulevard.
Admirado por Philip K. Dick hasta el punto de ser citado en su magnífico El hombre del castillo, una de las mejores obras por no decir la mejor del genio de la ciencia ficción, por su   verdadero  nombre al igual que  su ya citada  Miss Lonelyhearts.

## Muerte
West y su mujer, Eileen McKenney murieron en un accidente de tráfico al día siguiente de que falleciera su amigo F. Scott Fitzgerald, este de un ataque al corazón. West siempre había sido un muy mal conductor, y varios de sus amigos, incluido Perelman, se negaban a viajar con él en coche. Se piensa que el accidente pudo estar causado porque West, aturdido por la repentina muerte de su amigo, se saltó una señal de stop. West y su mujer fueron enterrados en el Mount Zion Cemetery en Queens, Nueva York.

## Obra
Aunque West fue relativamente poco conocido en vida, su reputación creció tras su muerte, en especial con la publicación de sus obras completas en 1957. Miss Lonelyhearts está considerada la obra maestra de West, y El día de la langosta aún sigue siendo una de las mejores novelas escritas sobre los primeros años de Hollywood, al nivel de El último magnate de F. Scott Fitzgerald, escrita aproximadamente en la misma época y también situada en Hollywood. Por su estilo y por el humor negro de sus relatos, West puede relacionarse con autores como Gogol o Edgar Allan Poe, y se le puede considerar un antecedente de Saul Bellow, Vladimir Nabokov o Martin Amis. También se ha encontrado una influencia directa entre las obras de West y las de la casi contemporánea Flannery O'Connor.
La mayoría de las obras de West son, de alguna forma, una respuesta a la Gran Depresión que sacudió Estados Unidos tras el crack del 29, que se extendió durante toda la década de los años 30. Los paisajes obscenos y coloridos de El día de la langosta son especialmente significativos si se tiene en cuenta que el resto del país vivía en una pobreza casi total por esa época. West pensaba que el sueño americano había sido traicionado, tanto espiritual como materialmente, idea de la que West fue un pionero, y que tuvo gran repercusión hasta mucho después de su muerte. Así, el poeta W.H. Auden acuñó el término "West's disease" ("la enfermedad de West") para referirse a la pobreza en sentido espiritual y económico.

## Obras publicadas

### Novelas
- The Dream Life of Balso Snell (La vida soñada de Balso Snell) (1931)
- Miss Lonelyhearts (1933)
- A Cool Million (Nada menos que un millón) (1934)
- The Day of the Locust (El día de la langosta)(1939)

### Obras de teatro
- Good Hunting (con Joseph Schrank) (1938)
- Even Stephen (con S.J. Perelman

### Poesía
- Burn the cities (incluido en sus Obras Completas, 1997)

### Obras Completas
- Bercovitch, Sacvan, ed. Nathanael West, Novels and Other Writings (Biblioteca de América, 1997)

### Guiones de cine
- Ticket to Paradise (1936)
- Follow Your Heart (1936)
- The President's Mystery (1936)
- Rhythm in the Clouds (1937)
- It Could Happen to You (1937)
- Born to Be Wild (1938)
- Five Came Back (1939)
- I Stole A Million (1939)
- The Spirit of Culver (1940)
- Men Against the Sky (1940)
- Let's Make Music (1940)